# Knut Wrenby
Knut Wrenby, född den 16 april 1899 i Halmstad, död den 5 maj 1981 i Stockholm, var en svensk journalist och författare. Han var även verksam inom den svenska arbetarrörelsen.

## Biografi
Wrenby började tidigt arbeta inom skoindustrin i hemstaden och därefter i Örebro. Under 1920-talet var han distriktsinstruktör för Arbetarnas bildningsförbund i Halland och under det tidiga 1930-talet blev han anställd som redaktör för den socialdemokratiska tidningen Ny Tid i Varberg. I slutet av 1930-talet flyttade han tillsammans med sin familj till Stockholm där han blev redaktör för Skomakarmästarnas tidning samt anställdes under 1940-talet som redaktör av Svenska Transportarbetareförbundets tidning Transportarbetaren; han arbetade även som studieledare. Han verkade inom Transportarbetareförbundet till sin pensionering. Wrenby skrev även flera böcker, främst inriktad på fackförbundens historia.
Knut Wrenby var gift med Gusti Johansson och fick med henne två barn, konstnären Bo Wrenby och Lillemor Wrenby, som var gift med Carl Hafström. Hans begravning ägde rum den 15 maj 1981 i Sankt Matteus kyrka i Stockholm.